# Computadoras Manchester

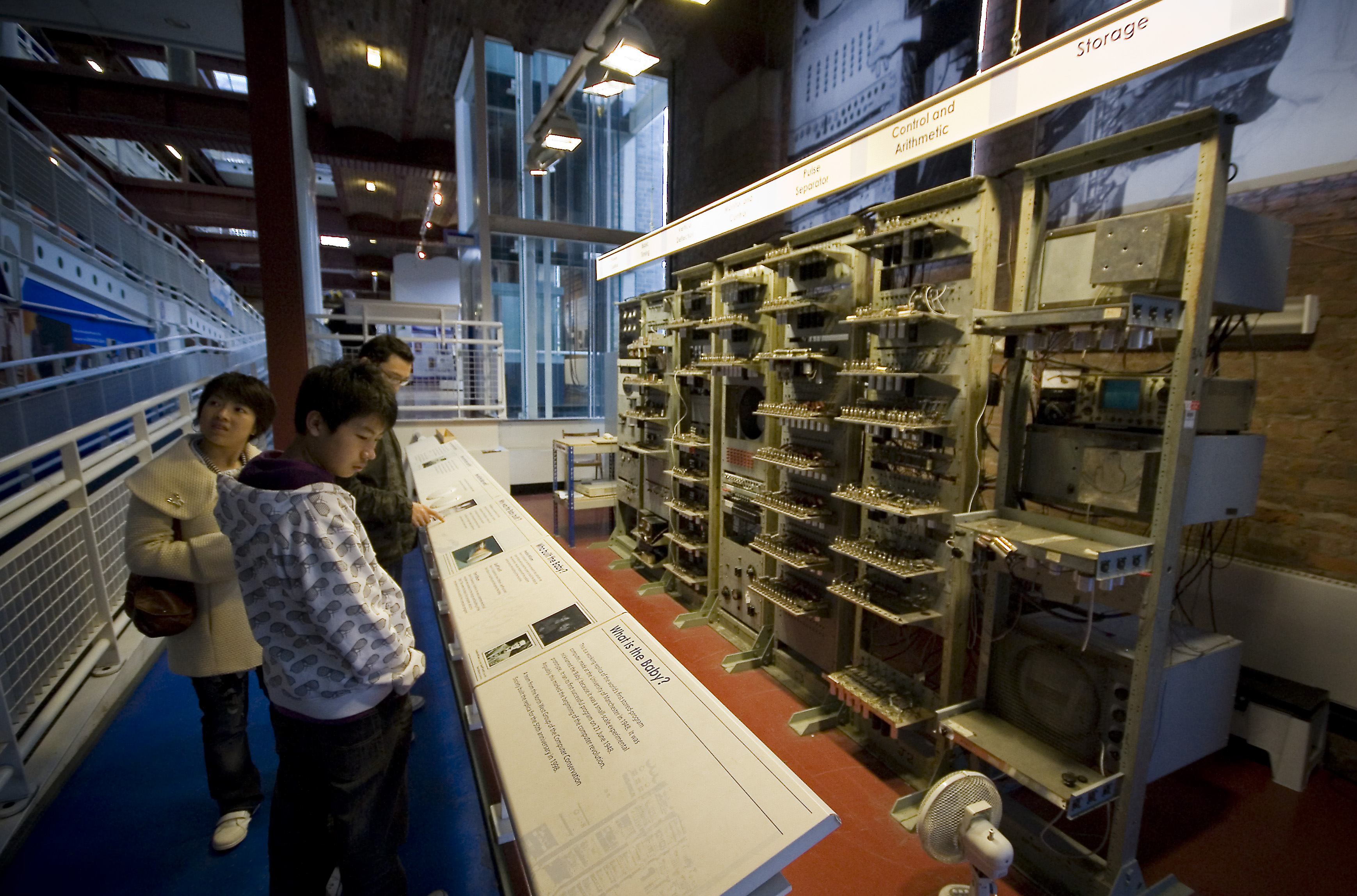
Réplica de una Máquina Experimental de Pequeña Escala en el Museo de Ciencia e Industria en Mánchester

Las Computadoras Manchester fueron una serie innovadora de   computadoras de programa almacenado  desarrolladas durante un período de 30 años entre 1947 y 1977. Su desarrollo fue llevado a cabo por un pequeño equipo de la  Universidad de Mánchester, bajo la dirección de Tom Kilburn. Ellos incluyeron la primera  computadora de programa almacenado, la primera computadora transistorizada del mundo, y lo que sería la computadora más rápida del mundo al momento de su lanzamiento en 1962. Computadora
El proyecto inició con dos objetivos: el de probar la practicidad del Tubo Williams, una forma anterior de memoria informática basada en tubos de rayos catódicos estándar (CRTs); y el de construir una máquina que pudiera ser usada para investigar cómo las computadoras podrían ayudar en la solución de problemas matemáticos. La primera de la serie, la  Máquina Experimental de Pequeña Escala (SSEM por sus siglas en inglés), ejecutó su primer programa el 21 de junio de 1948. El desarrollo de la primera computadora de programa almacenado en el mundo, la SSEM, y la Manchester Mark I desarrollada a partir de ella, atrajo rápidamente la atención del gobierno del Reino Unido, quien contrató a la firma de ingeniería eléctrica de Ferranti para producir una versión comercial. La máquina resultante, la Ferranti Mark I, fue la primera computadora comercialmente disponible para propósito general.
Eventualmente, la colaboración con Ferranti dio lugar a una asociación industrial con la empresa de informática "International Computers Limited", quien usó muchas de las ideas desarrolladas en la universidad, particularmente en el diseño de la Serie 2900 de computadora durante la década de los 70.

## Máquina Experimental de Pequeña Escala
La Máquina Experimental de Pequeña Escala (SSEM por sus siglas en inglés), también conocida como "the Baby", fue diseñada como un banco de pruebas para el tubo Williams, una forma anterior de memoria informática, en vez de ser diseñada como una computadora práctica. El trabajo en la máquina empezó en 1947 y el 21 de junio de 1948, la computadora ejecutó su primer programa exitosamente, consistiendo de 17 instrucciones escritas que tenían como objetivo encontrar el divisor mayor de 218 (262,144). El programa lo llevaba a cabo al tratar cada número entero desde 218 − 1 de manera descendiente. El programa se ejecutó durante 52 minutos antes de producir la respuesta correcta de 131,072.
La SSEM medía 5.2 m de largo, 2.4 m de alto, y pesaba casi 1 tonelada larga. Contenía 550 válvulas termoiónicas– 300 diodos y 250 pentodos, y tenía un consumo de energía de 3.5 kW. Su operación exitosa fue reportada en una carta a la revista Nature publicado en septiembre de 1948, estableciéndola como la primera computadora de programa almacenado del mundo. Rápidamente evolucionó a una máquina más práctica, la Manchester Mark I.

## Manchester Mark I
El desarrollo de la Manchester Mark I empezó en agosto de 1948, con el propósito inicial de dar a la universidad un centro informático más realista. En octubre de 1948, el Jefe Científico del Gobierno Británico, Ben Lockspeiser, observó una demostración del prototipo, lo cual lo dejó tan impresionado que inmediatamente inició un contrato gubernamental con la firma local Ferranti para hacer una versión comercial de la máquina, la Ferranti Mark I.
Se produjeron dos versiones de la Manchester Mark I. La primera, la Versión Intermediaria, estaba operando para abril de 1949. La máquina de Especificación Final, que estaba trabajando completamente para octubre de 1949, la cual contenía 4,050 válvulas y tenía un consumo de energía de 25 kW. La innovación más significante de la Mark 1 fue probablemente la incorporación del registro índice, comunes en computadoras modernas.

## Meg y Mercury
Como resultado de la experiencia obtenida con la Mark I, los desarrolladores concluyeron que la computadoras podrían ser más útiles en roles científicos que en matemáticas puras. Por lo tanto, empezaron el diseño de una nueva máquina que incluiría una unidad de coma flotante. El trabajo inició en 1951. La máquina resultante, que corrió su primer programa en mayo de 1954, fue conocida como Meg, o la máquina megaciclo. Era más pequeña y más simple que la Mark I, así como más rápida en resolver problemas matemáticos. Ferranti produjo una versión comercial con el nombre de Ferranti Mercury, en donde los tubos Williams fueron reemplazados por una memoria de toros más fiable.

## Computadora Transistorizada
El trabajo para construir una computadora más pequeña y barata se inició en 1952, paralelamente al desarrollo en curso de la Meg. A dos integrantes del equipo de Kilburn, R. L. Grimsdale y D. C. Webb, les fue asignada la tarea de diseñar y construir una máquina usando los transistores recientemente desarrollados en vez de válvulas. Inicialmente, los únicos dispositivos disponibles eran los transistores de punto-contacto de germanio, menos fiables que las válvulas pero con un consumo de energía menor.
Se produjeron dos versiones de la máquina. La primera fue la primera computadora transistorizada del mundo, que empezó a operar en noviembre de 1953. La segunda versión fue completada en abril de 1955. Esta versión utilizaba 200 transistores, 1,300 diodos de estado sólido y tenía un consumo de energía de 150 watts. Sin embargo, la máquina utilizó válvulas para poder generar 125 kHz de frecuencia de reloj y en el circuito para leer y escribir en su tambor magnético, por lo tanto no fue la primera computadora completamente transistorizada, una distinción que tuvo la Harwell CADET de 1955.
Los problemas con la fiabilidad de lotes de transistores anteriores significó que la media aritmética del tiempo entre fallos de la máquina era de alrededor 90 minutos, la cual mejoró en cuanto los transistores de unión polar, que eran más fiables, llegaron a estar disponibles. El diseño de la Computadora Transistorizada fue adoptado por la firma local de ingeniería Metropolitan-Vickers en su Metrovick 950, en donde todo el circuito fue modificado para hacer uso de los transistores de unión polar. Se construyeron seis Metrovick 950, la primera completándose en 1956. Ellas fueron desplegados con éxito dentro de distintos departamentos de la empresa y estuvieron en uso durante aproximadamente cinco años.

## Muse y Atlas

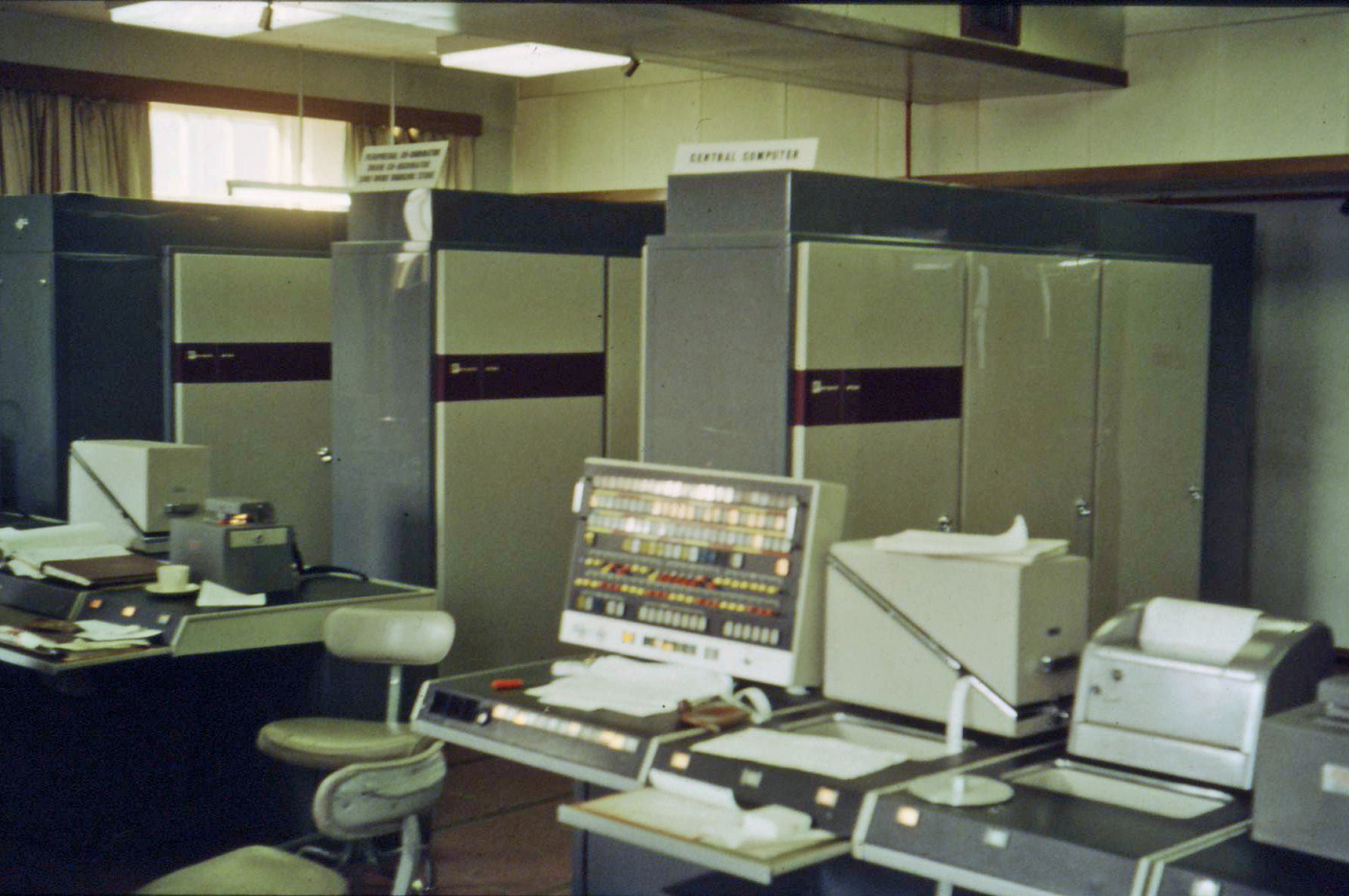
Su relevancia consiste en que nos permite tener una forma de saber cómo eran estas computadoras.

El desarrollo de MUSE – un nombre derivado del motor microsegundo  – tuvo sus comienzos en la universidad en 1956. El objetivo era el de construir una computadora que pudiera operar a velocidades de procesamiento cercanas a las de un microsegundo por instrucción, o un millón de instrucciones por segundo. Mu (o µ) es un prefijo en el Sistema Internacional de Unidades (SI) y otros sistemas de unidades denotando el factor de 10−6 (una millonésima).
A finales de 1958, Ferranti aceptó colaborar con la Universidad de Mánchester para el proyecto, a partir del cual poco tiempo después la computadora fue renombrada a Atlas, con la empresa conjunta bajo el mando de Tom Kilburn. La primera Atlas fue oficialmente comisionada el 7 de diciembre de 1962, a partir de lo cual fue considerada como la computadora más poderosa del mundo, equivalente a cuatro IBM 7094. Se decía que cada vez que Atlas estuviera fuera de línea, la mitad del capacidad informática del Reino Unido se perdía. Sus instrucciones más rápidas tomaban 1.59 microsegundos en ejecutarse y el uso de la memoria virtual de la máquina en conjunto con la paginación permitían a cada usuario concurrente tener hasta un millón de palabras de espacio de almacenamiento disponible. Atlas fue pionera en muchos conceptos de hardware y software que todavía son de uso común, incluyendo la Atlas Supervisor, "considerada por muchos como el primer sistema operativo moderno reconocible".
Otras dos máquinas fueron construidas: una para un consorcio entre  British Petroleum/Universidad de Londres y la otra para el Laboratorio de Computadora Atlas en Chilton, cerca de Oxford. Un sistema derivado fue construido por Ferranti para la Universidad de Cambridge, llamado Titan o Atlas 2, la cual tenía una organización de memoria distinta y corría un sistema operativo de tiempo compartido desarrollado por el Laboratorio de Computación de Cambridge.
La Atlas de la Universidad de Mánchester fue dada de baja en 1971, pero la última estuvo en servicio hasta 1974. Algunas partes de la Atlas Chilton son preservados por el Museo Nacional de Escocia en Edimburgo.

## MU5
el desarrollo de las MU5 se inició en 1966. Fue diseñada con el propósito de ser 20 veces más rápida que la Atlas y fue optimizada para ejecutar programas compilados, en vez de código máquina escrito a mano, algo que las computadoras contemporáneas no son capaces de hacer eficientemente.El factor añadido más importante en el rendimiento de la MU5 comparado con el de sus predecesores fue la incorporación de la memoria de contenido direccionable, la cual aumentó su velocidad de acceso a su unidad de almacenamiento principal.
El "Science Research Council" (SRC) premió a la Universidad de Mánchester con una donación de cinco años de £630,466 en 1968 (equivalentes a aproximadamente £9.5 en el 2014) para desarrollar la MU5, y la International Computers Limited (ICL) ofreció sus facilidades de producción a la universidad. El desarrollo inició en 1969 y para 1971, el equipo de diseño había crecido de su núcleo de seis miembros del Departamento de Ciencias Computacionales de la universidad, a 16, apoyado por 25 estudiantes de investigación y 19 ingenieros de ICL.
La MU5 estaba operando completamente para octubre de 1974, coincidiendo con el anuncio de la ICL acerca de que estaba trabajando en el desarrollo de una nueva gama de computadoras, la Serie 2900. En particular, el modelo 2980 de la ICL, lanzado por primera vez en junio de 1975, debe mucho al diseño de la MU5, lo cual fue una operación de la universidad hasta 1982.

## MU6
MU5 fue la última Computadora a Gran Escala diseñada y construida en la Universidad de Mánchester. El desarrollo de su sucesor, la MU6, fue financiado por una donación de £219,300, proporcionado por el SRC en 1979. La MU6 fue pensada para ser una gama de procesadores con MU6-V en el extremo superior y un procesador personal, MU6-P, en la parte inferior. Solo MU6-P y un procesador de gama media, MU6-G, fueron producidos, y estuvieron en uso entre 1982 y 1987. La universidad no tenía los recursos para construir las máquinas faltantes y el sistema nunca se desarrolló comercialmente.

## Resumen
| Año  | Prototipo de la universidad                                                           | Año  | Computadora Comercial |
| ---- | ------------------------------------------------------------------------------------- | ---- | --------------------- |
| 1948 | Máquina Experimental de Escala Pequeña, "Baby", que evolucionó a la Manchester Mark I | 1951 | Ferranti Mark I       |
| 1953 | Computadora transistorizada                                                           | 1956 | Metrovick 950         |
| 1954 | Manchester Mark II a.k.a. "Meg"                                                       | 1957 | Ferranti Mercury      |
| 1959 | Muse                                                                                  | 1962 | Ferranti Atlas, Titan |
| 1974 | MU5                                                                                   | 1974 | ICL 2900 Series       |